# Neon Future II
Neon Future II é o terceiro álbum de estúdio do DJ e produtor americano Steve Aoki. Foi lançado em 12 de maio de 2015 através das gravadoras Ultra Records e Dim Mak Records, servindo como uma sequência e complemento de seu álbum antecessor, Neon Future I.
O álbum conta com colaborações de diversos artistas como Linkin Park, Harrison, Matthew Koma, Tony Junior, Snoop Lion e muitos outros.

## Faixas
Lista de faixas da edição padrão.
| N.º            | Título                                                  | Compositor(es)                                                                                               | Produtor(es)                                              | Duração |  |
| 1.             | "Time Capsule" (Intro)                                  | | Steve Aoki                                                | 3:01    |  |
| 2.             | "I Love It When You Cry (Moxoki)" (com Moxie Raia)      | Laura "Moxie" Raia · Freddy Wexler · Dan Farber · Jason Evigan · Wayne Hector · David Kuncio · Austin Bisnow | Steve Aoki · Wexler · Farber                              | 3:11    |  |
| 3.             | "Youth Dem (Turn Up)" (com Snoop Lion)                  | Calvin Broadus Jr                                                                                            | Steve Aoki                                                | 3:13    |  |
| 4.             | "Hysteria" (com Matthew Koma)                           | Matthew Koma · Sam Watters                                                                                   | Steve Aoki · Koma (prod. vocal)                           | 4:26    |  |
| 5.             | "Darker Than Blood" (com Linkin Park)                   | Chester Bennington · Mike Shinoda · Rob Bourdon · Brad Delson · Dave Farrell · Joe Hahn                      | Steve Aoki                                                | 5:12    |  |
| 6.             | "Lightning Strikes" (com NERVO e Tony Junior)           | Olivia Nervo · Miriam Nervo · Tony Claessens                                                                 | Steve Aoki · Tony Junior                                  | 3:58    |  |
| 7.             | "TARS" (com Kip Thorne) (Interlúdio)                    | | Steve Aoki                                                | 2:20    |  |
| 8.             | "Home We'll Go (Take My Hand)" (com Walk off the Earth) | Sarah Blackwood · Ryan Marshall · Gianni Nicassio · Thomas Salter                                            | Steve Aoki · Luminati (co.) · Thomas "Tawgs" Salter (co.) | 5:07    |  |
| 9.             | "Heaven on Earth" (com Sherry St. Germain)              | St. Germain · John Dahlbäck                                                                                  | Steve Aoki                                                | 3:48    |  |
| 10.            | "Holding Up the World" (com Harrison e Albin Myers)     | Harrison Shaw · Albin Wagemyr                                                                                | Steve Aoki · Albin Myers                                  | 3:21    |  |
| 11.            | "Light Years" (com Rivers Cuomo)                        | Nicholas Furlong                                                                                             | Steve Aoki                                                | 4:08    |  |
| 12.            | "Warp Speed" (com J. J. Abrams) (Outro)                 | | Steve Aoki                                                | 2:07    |  |
| Duração total: | Duração total:                                          | Duração total:                                                                                               | Duração total:                                            | 43:52   |  |

| Versão japonesa, faixa bônus |                                                 |         |  |
| N.º                          | Título                                          | Duração |  |
| 13.                          | "I Love It When You Cry (Moxoki)" (Boehm Remix) | 5:22    |  |
| Duração total:               | Duração total:                                  | 49:14   |  |

## Créditos e pessoal
- Steve Aoki – produtor

Músicos adicionais
- J.J. Abrams – palavra falada em "Warp Speed"
- Kip Thorne – palavra falada em "TARS"
- Gianni "Luminati" Nicassio – bateria, guitarra, percussão e ukulele em "Home We'll Go (Take My Hand)"
- Nicholas "RAS" Furlong – vocais de apoio em "Light Years"

Produção adicional
- Brian Roettinger – direção de arte, designer
- Jamie Stuart – direção de arte, designer
- Brian Ziff – fotografia

## Desempenho nas tabelas musicais
| Tabela musical (2015)                         | Melhor posição |
| --------------------------------------------- | -------------- |
| Bélgica (Ultratop Valônia)                    | 132            |
| Bélgica (Ultratop Flandres)                   | 93             |
| Canadá (Billboard)                            | 25             |
| Estados Unidos (Billboard 200)                | 66             |
| Estados Unidos (Dance/Electronic Albums)      | 2              |
| Estados Unidos (Digital Albums)               | 16             |
| Estados Unidos (Billboard Independent Albums) | 7              |
| Japão (Oricon)                                | 38             |
| Reino Unido (UK Dance Albums Chart)           | 36             |